# Конышев, Фёдор Васильевич
Конышев Фёдор Васильевич (21 декабря 1932 года, деревня Котельно Полоцкого района Витебской области, Белоруссия — 13 января 2007 года, Минск) — белорусский прозаик и публицист, журналист.

## Биография и творческий путь
Родился в 1932 году в одной из малых деревенек Полотчины, в крестьянской семье. В годы Великой Отечественной войны партизанил, был сыном полка. Работал на заводе (1948—1951), в газетах Даугавпилса, Молодечно, Минска (1951—1960). Затем трудился редактором газеты «Орловский комсомолец», директором картинной галереи в Орле (1960—1967). В 1957 году был принят в Союз журналистов СССР. В 1963 году закончил Литературный институт им. А.М. Горького в Москве. Затем трудился собственным корреспондентом газеты «Труд» по Молдове (1967—1970). Трудился собственным корреспондентом БЕЛТА и заместителем главного директора программ Белорусского телевидения (1970—1984), главным редактором журнала «Зрение» (Зрок) (1992—1993). Избирался членом Орловского обкома КПСС. Был награждён медалями и другими правительственными наградами. Был удостоен звания «Заслуженный работник культуры БССР». Являлся пенсионером за особые заслуги. Был инвалид 1 группы по зрению. Умер 13 января 2007 года.

## Литературная деятельность
Как писатель дебютировал в газете «Латгальская правда» (г. Даугавпилс). Издал три книги — сборник сатиры и юмора «Присмотрелись» и две повести «Тополя на курганах», «Чапаев: жизнь после смерти». Был участником I (Учредительного) съезда Белорусского литературного союза «Полоцкая ветвь». После создания литсоюза несколько лет возглавлял секцию художественной прозы, являлся составителем и редактором первого коллективного сборника прозы членов литсоюза «Долгая-долгая ночь». В литературно-публицистическом журнале «Западная Двина» был опубликован его военно-приключенческий роман о разведчиках времён Великой Отечественной войны «Ход конём». Отрывки большой прозы публиковались в газете «Вестник культуры». Ряд произведений автора до сих пор дожидается своей публикации.

#### СМИ об авторе
1. «Советская Белоруссия», газета, № 176, 17.07.2002. Н.Огнев. «Еще раз о лежачем камне», с.5
2. «Общеписательская литературная газета», газета, № 7(20), 2011. "Не гнётся «Полоцкая ветвь», с.4